# Challand-Saint-Victor
Challand-Saint-Victor är en ort och kommun i regionen Aostadalen i nordvästra Italien. Kommunen hade 557 invånare (2017) och har italienska och franska som officiella språk.